# Палац Сальво
Палац Сальво (англ. Salvo Palace) — будівля в Монтевідео, Уругвай, розташована на перехресті проспекту 18 липня та площі Незалежності. Він був спроєктований архітектором Маріо Паланті, італійським іммігрантом, що проживав в Буенос-Айресі, який використав подібний проєкт для свого палацу Бароло в Буенос-Айресі, Аргентина. Палац Сальво, завершений у 1928 році, має висоту 100 м (330 футів) разом з антеною. Протягом короткого періоду це була найвища будівля в Латинській Америці.

## Огляд
Ділянку купили брати Сальво за 650 тис. уругвайських песо. Палац був побудований на місці, де колись розташовувався Confiteria La Giralda, місце, відоме тим, що саме там Герардо Матос Родрігес написав своє танго La Cumparsita в 1917 році. Нині на цьому ж історичному місці, в Палаці Сальво, відкрито для відвідування Музей танго Монтевідео, який розповідає про історію «Кумпарсіти» та уругвайського танго.
Початкові специфікації, що описують деталі будівництва, описують маяк на вершині будівлі, який був замінений на набір антен. У специфікації зазначалося, що «на верхній частині вежі буде розміщено маяк, виготовлений італійською компанією Salmoiraghi, з параболічним дзеркалом 920 мм (36 дюймів), що досягає приблизно 100 км (62 миль), і лампою, що обертається, потужністю 100 ампер».
Спочатку будівля призначалася для готелю, але цей план не спрацював, і з того часу вона зайнята сумішшю офісів і приватних резиденцій. Будівля має висоту 95 м (312 футів). Коли набір антен знаходився на її вершині, її загальна висота становила 100 м (330 футів). Антени були остаточно демонтовані в листопаді 2012 року.

## Дрібниці
- Пісня «The Tower of Montevideo», яка увійшла в альбом Деймона Албарна «The Nearer the Fountain, More Pure the Stream Flows» 2021 року, натхненна цією будівлею.

## Див. також

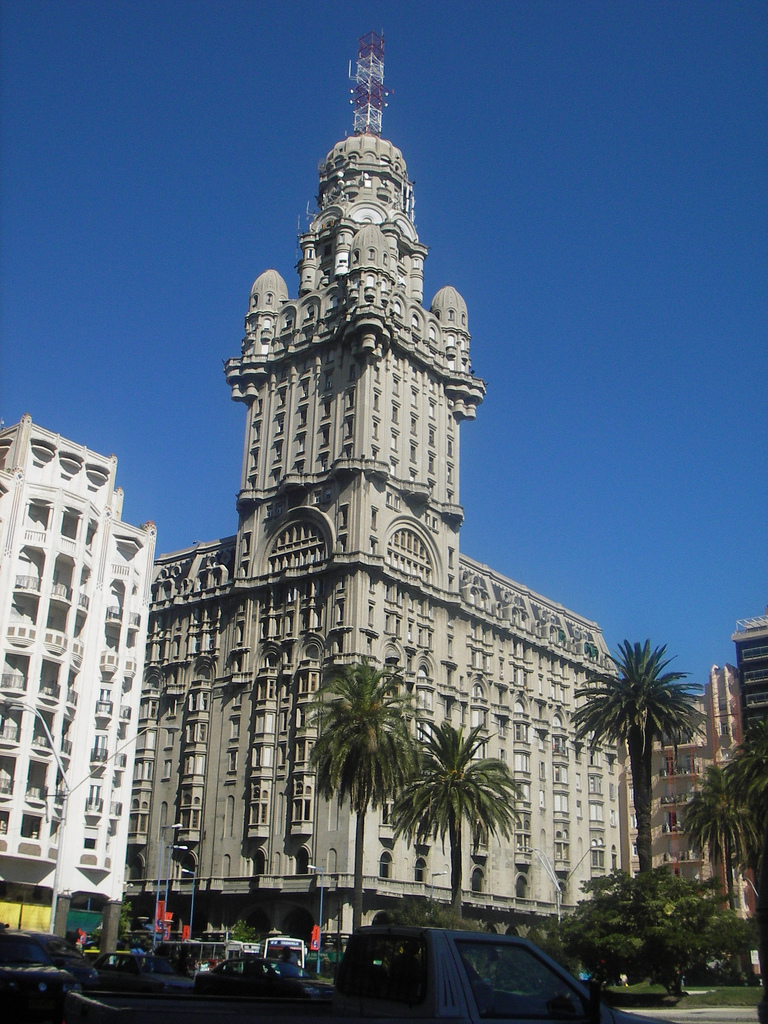
Вид спереду будівлі до зняття антени
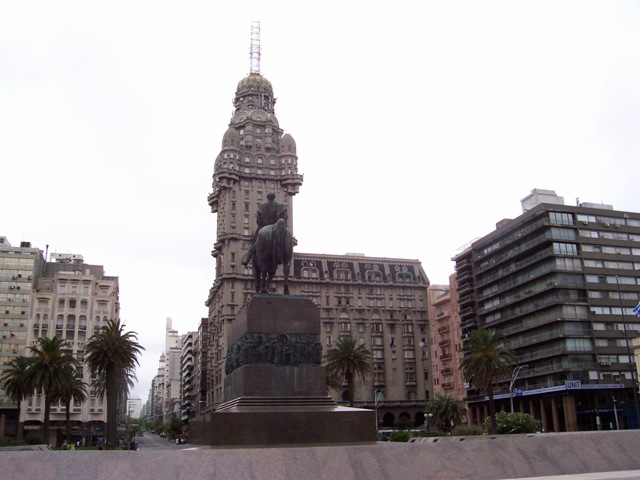
Вид на Мавзолей Артігаса з палацом Сальво на задньому плані.
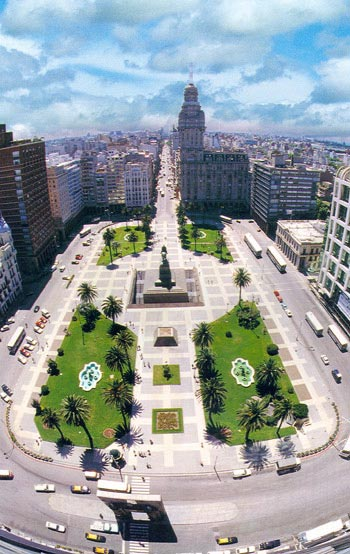
Площа Незалежності. На знімку можна побачити Ворота Цитаделі, Мавзолей Артігаса та Паласіо Сальво.